# Kejserriget Østrig
Kejserriget Østrig blev oprettet af de tidligere habsburgske arvelande i 1804. I 1867 blev Kejserriget Østrig afløst af dobbeltmonarkiet Østrig-Ungarn.

## Kejserrigets dele
- Kongeriget Bøhmen (Königreich Böhmen)
- Kongeriget Ungarn (Königreich Ungarn)
- Kongeriget Dalmatien (Königreich Dalmatien), indtil 1849 en del af kongeriget Illyrien (Königreich Illyrien)
- Kongeriget Galicien og Lodomerien (Königreich Galizien und Lodomerien)
- Kongeriget Kroatien og Slavonien (Königreich Kroatien und Slawonien) herunder Militærgrænsen fra 1578 til 1871.
- Kongeriget Lombardiet-Venetien (Lombardo-Venezianisches Königreich)
- Ærkehertugdømmet Østrig (Erzherzogtum Österreich)
- Hertugdømmet Kärnten (Herzogtum Kärnten)
- Hertugdømmet Krain (Herzogtum Krain)
- Hertugdømmet Salzburg (Herzogtum Salzburg) fra 1850
- Hertugdømmet Syd-Schlesien (Herzogtum Schlesien)
- Hertugdømmet Steiermark (Herzogtum Steiermark)
- Hertugdømmet Bukovina (Herzogtum Bukowina)
- Hertugdømmet Serbien og Tamiš Banat (Woiwodschaft Serbien und Tamisch Banat)
- Storfyrstendømmet Transsylvanien (Großfürstentum Siebenbürgen)
- Markgrevskabet Mähren (Markgrafschaft Mähren)
- Det Fyrstelige Grevskab Tyrol (Gefürstete Grafschaft Tirol)
- Det Fyrstelige Grevskab Görz og Gradisca (Grafschaft Görz und Gradisca)
- Vorarlberg
- Markgrevskabet Istrien (Istrien)
- Trieste (fri rigsstad under Østrig og hovedby i regionen Küstenland)

## Historie
Kejserrigets historie startede med en række af nederlag.
Østrigs hersker Franz 1. (1792—1835) måtte i den første halvdel af sin regering mod Frankrig føre en række krige, der for største delen kun bragte nederlag og landafståelser, men som dog endte med at skaffe monarkiet en mindre udvidelse og et fuldt afrundet landområde på 668.000 km2 med 28 mio. indbyggere. Ved Freden i Campo Formio 1797 – stadfæstet 1801 ved Freden i Lunéville – tabtes Belgien og Lombardiet, men til gengæld vandtes Venetien og Dalmatien. Ved en landfordeling i Tyskland 1803 fik Østrig bispedømmerne Trient og Brixen i Tirol, men måtte afgive Breisgau til den fordrevne hertug af Modena. Den ligeledes fordrevne storhertug af Toscana fik ærkestiftet Salzburg.

### 1804-1814
Kejserrigets første 10 år var præget af krige. Østrig var i nogle perioder allieret med Napoleon 1. af Frankrig og i andre perioder i krig med Frankrig.
I 1805, efter slaget ved Austerlitz, tabtes igen Venetien og Dalmatien samt Tirol, mens til gengæld Salzburg nu tilknyttedes riget. 1809 medførte slaget ved Wagram opgivelsen af Salzburg og nogle grænsestrøg til Bayern, af Vestgalicien, som var blevet vundet 1795 ved Polens tredje deling, til det ny oprettede Storhertugdømme Warszawa og af Krain, Istrien og Kroatien til Frankrig, som deraf dannede de illyriske provinser. Men 1814 fik Østrig næsten alle de tabte lande — med undtagelse af Belgien og Breisgau — tilbage og dertil Venetien. I stedet for den tyske kejserværdighed, som kejseren i 1806 havde måttet frasige sig efter, at han 1804 havde tillagt sig titlen »Kejser af Østrig«, tildeltes der Østrig forsædet i det nystiftede [Tyske Forbund]. Derimod havde den langvarige krigstilstand til følge, at der 1811 måtte gøres statsbankerot med nedsættelse af sedlernes værdi til en femtedel og 1816 foretages en tvungen konvertering af statsgælden.

### 1814-1815
Den østrigske udenrigsminister Fyrst Metternich var i 1814-1815 vært ved Wienerkongressen, der skulle reorganisere Europa efter Napoleonskrigene. Kongressen oprettede det Tyske forbund, der gjorde Østrig til den ledende magt i Tyskland. Desuden skaffede Østrig sig en dominerede stilling overfor de svage italienske stater. Dermed havde Østrig genvundet den magt, som de habsburgske kejsere havde haft i det tidligere Tysk-romerske rige.

### 1815-1848
Fra 1815 til 1830 var fyrst Metternich Europas ledende statsmand. Fra 1821 var han Østrigs statskansler. Under den svage kejser Ferdinand den første (1835-1848) var Metternich kejserrigets egentlige leder. Under Metternichs ledelse støttede Østrig den hellige alliances idé og dets regering virkede trolig både udad og indad til i dens reaktionære ånd. Udad til blev målet at opretholde Wien-Kongressens bestemmelser, der i så væsentlig grad var Metternichs værk, så at ikke blot de der fastslåede landegrænser blev ved at bestå, men også de landsfaderlige styreprincipper blev overholdte. På de stormagtskongresser, som fra 1820 greb ind mod de i Sydeuropa fra 1820 skabte frie forfatninger, var det Metternichs politik, der sejrede, og også efter julirevolutionen 1830 var det østrigske tropper, der standsede oprørsbevægelsen i Italien, lige som Østrig var den ledende magt i bestræbelserne for at holde frihedsrøret nede i det øvrige Tyskland. Ud fra de samme grundsætninger indlemmede det 1846 med delingsmagternes samtykke Fristaten Krakau i Østrig. Indad til blev disse principper håndhævet konsekvent, ikke mindst ved hjælp af en utålelig censur. Nogle tilløb gjordes vel til ophjælp af folkets elendige økonomiske kår og af statens ødelagte finanser, men det blev ved tilløbene. Systemet, hvor efter alt skulle holdes i den størst mulige ro, hindrede en kraftig reformlovgivning, og stænderne i de tysk-slaviske landsdele var så godt som betydningsløse. I 1840’erne opstod en gæring, navnlig af national karakter, i Ungarn, de slaviske lande og Lombardiet og Venetien. I 1835 afløste Ferdinand 1. kejser Franz.

### 1848-1849
Revolutionsåret 1848 bragte da også rystelser, som næsten truede monarkiet med opløsning. Den 13. marts udbrød i Wien en opstand, som efter ringe kamp endte med, at der indrømmedes pressefrihed og borgervæbning, samt lovedes indkaldelse af en rigsforsamling. Metternich afskedigedes og flygtede til London. Straks efter tiltvang Ungarn sig genoprettelsen af sin politiske selvstændighed med et særskilt ministerium, mens Lombardiet—Venetien den 18. marts greb til våben for at rive sig løs, og tjekkerne gjorde påstand på at få et nyt bøhmisk rige genoprettet. Den forfatning, som regeringen kundgjorde den 25. april, vandt ikke bifald hos befolkningen i Wien, og man tiltvang sig den 10. maj indkaldelse af en ny grundlovgivende forsamling, medens hoffet flygtede til Innsbruck for at unddrage sig folkestemningens tryk. Den 22. juli åbnedes rigsdagen, men først den 12. august vendte kejseren tilbage til sin hovedstad. Imidlertid var Böhmen allerede i juni bragt til lydighed, efter at Windischgrätz havde bombarderet Prag, og i Norditalien var Østrigs magt genoprettet og hele Lombardiet underkastet efter Radetzkys sejr ved Custozza den 25. juli. Den forfatning, som magyarerne havde opnået for Ungarn, tilfredsstillede ikke kroaterne, til hvis nationale selvstændighedskrav der intet hensyn var taget, og de rejste sig mod ungarerne under ledelse af Jellacic, der fandt støtte hos kejseren. Wiens befolkning, der indså, at Ungarns underkastelse ville have reaktionens sejr i Østrig til følge, holdt med magyarerne og ville hindre, at tropper sendtes mod dem, hvad der førte til en ny opstand i Wien den 6. oktober. Krigsministeren myrdedes, og tøjhuset plyndredes. Kejseren og ministeriet flygtede nu til Olmütz og fulgtes af mange, især tjekkiske, rigsdagsmænd. Det lykkedes ikke at rejse en bondeopstand, og nu rykkede Windischgrätz med en stor hær fra Böhmen imod Wien, mens Jellacic trængte frem syd fra for at komme ham til hjælp. Efter en hårdnakket modstand den 26.—31. oktober blev byen tvunget til overgivelse og bragt til ro ved talrige standretsdomme. Ungarerne, som ikke havde bragt undsætning i tide, blev slået uden for byen af Jellacic. Rigsdagen flyttedes den 15. november til den lille by Kremsier i Mähren, hvor den var sikret mod al ydre påvirkning, og kort efter blev fyrst Felix Schwarzenberg førsteminister med den opgave at skabe en konstitutionel helstat, omfattende både Østrig og Ungarn. For at skaffe regeringen frie hænder nedlagde Ferdinand 1. kronen den 2. december til fordel for sin brodersøn Franz Joseph (1848—1916).
For en kort tid satte revolutionen sit præg på Europa: i Ungarn blev republikken erklæret, og landet forsøgte at løsrive sig fra Østrig. I Tyskland blev det tyske forbund afløst af en folkevalgt Nationalforsamling i Frankfurt. Kongedømmet Sardinien forsøgte at samle Italien til eet land. Efterhånden ebbede revolutionerne ud, og forholdene fra før 1848 vendte delvist tilbage. I 1849 var Østrig stærk nok til at forhindre, at kongen af Preussen blev valgt til kejser af Tyskland. Senere samme år blev Nationalforsamlingen i Frankfurt opløst.
Den opgave, som hans ministerium havde sat sig, viste sig dog snart at være uløselig. Rigsdagen kunne ikke komme til enighed, fordi tyskerne ville centralisation, mens slaverne krævede føderalisme, de enkelte landes selvstændighed og folkeslagenes nationale ligestilling. Den eneste vigtige frugt af rigsdagens virksomhed blev derfor bondestandens frigørelse fra den tidligere afhængighed af godsejerne og for de feudale byrder, hoveri med mere, levningerne af livegenskabet. Regeringen hjemsendte den derfor og udstedte den 4. marts 1849 på egen hånd en forfatning, beregnet for hele riget, med to kamre og sikring af religions-, trykke- og foreningsfrihed samt indførelse af offentlig og mundtlig retspleje med nævninger. Visse lovgivningsområder blev overladt de enkelte landes landdage. Foreløbig kunne den ikke bringes til udførelse i de ikke pacificerede landsdele, men disse kunne ikke længe endnu gøre modstand. Endnu i samme måned sejrede Radetzky over sardinierne ved Novara og sikrede derved Østrigs herredømme i Norditalien; Venezia blev dog først i august tvunget til at overgive sig. Samtidig hermed havde russerne, kaldt til hjælp mod de oprørske ungarere, tvunget disse til fuldstændig underkastelse. Østrigs magt var således genoprettet nærmest ved hærens støtte, og regeringen skulle snart vide at benytte sig deraf, både i sin ydre og indre politik. Udad til kaldtes forbundsdagen på ny til live ved de sydtyske staters hjælp i september 1850, og Preussen måtte kort efter falde til føje for trussel om krig. Dog kunne Østrig hverken hindre Hannovers tilslutning til toldforeningen eller åbne sig selv mulighed for indtrædelse i denne. Indad til viste regeringen sin magt ved 1851 efterhånden at kalde de store rets- og kommunalreformer tilbage, genindføre censuren og den 31. december ophæve selve forfatningen fra 1849. Østrig ville for fremtiden "følge erfaringens vej", det vil sige enevælden. Kun den borgerlige lighed og bondestandens frigørelse blev tilbage som frugter af revolutionen. Selv trosfriheden indskrænkedes, især for jøderne, og 1855 gengav et konkordat den katolske kirke fuldt selvstyre og vigtige forrettigheder, idet den josefinske lovgivning, som i 75 år havde været Østrigs stolthed, gaves til pris. På et andet område kom derimod Josef 2.s tanker til virkeliggørelse, idet en strengt gennemført centralisation fulgtes af det tyske sprogs eneret i forvaltningen og af omfattende fortyskningsbestræbelser især i de slaviske lande, men også i Ungarn.

### 1850-1867
I 1850 blev det tyske forbund genoprettet. Formelt under Østrigs ledelse, men Preussen havde nu fået en stærkere stilling.
Under Krim-krigen 1854—1856 spillede Østrig en vigtig rolle som mægler. Konferencerne om det østerlandske spørgsmål holdtes i dets hovedstad, og dets tropper besatte Rumænien, som russerne måtte rømme. Men for øvrigt var dets holdning i krigen og ved fredsforhandlingerne såvel som dets udenrigspolitik i almindelighed i disse år så vaklende, at det stødte både Rusland og vestmagterne fra sig. Heraf vidste Kongeriget Sardiniens ledende minister, Cavour, at benytte sig til at opnå Frankrigs hjælp til at fordrive Østrig fra Italien. Da krigen med Frankrig og Sardinien truede 1859, trådte Østrigs ensomme stilling tydeligt frem: intet steds fra fik det hjælp til at hævde sin legitime ret over for revolutionen, og Preussen nægtede bestemt at ville medvirke til at værge dets stilling i Italien, med mindre det selv fik vigtige indrømmelser i Tyskland. Krigen var kun kort, men afgjort uheldig. Østrigs hære blev slået ved Magenta og Solferino henholdsvis den 4. og 24. juni 1859, og ved den foreløbige fred i Villafranca – stadfæstet i Zürich – måtte det meste af Lombardiet indtil Mincio afstås. Under krigen var desuden dets vasalfyrster i Toscana, Modena og Parma blevet fordrevne ved en folkerejsning, og Østrig kunne ikke opnå deres genindsættelse. Nederlaget udad til havde også rystet Østrigs magtstilling indad til og vakt især ungarernes mod og håb om oprejsning. Over hele riget søgte kejseren straks at dæmme op mod faren ved at love forbedringer i forvaltningen og fjerne indenrigsminister Bach, som var sjælen i den hidtil værende styrelse. Større pressefriheder indrømmedes, fortyskningen standsedes, næringsfrihed indførtes, og jødernes ligestilling godkendtes. Men da gæringen vedblev, dreves kejseren i spørgsmålet om forfatningen skridt for skridt videre: fra 5. marts 1860, da rigsrådet, der siden 1851 kun havde bestået af nogle kongelig udnævnte medlemmer, blev »forstærket« med medlemmer valgt af landdagene, men kun fik rådgivende myndighed og ikke initiativ — over "Oktoberdiplomet" af 20. oktober 1860, der yderligere forøgede antallet af landdagsvalgte medlemmer i rigsrådet og henlagde adskillige sager til afgørelse i landdagene, hvis betydning altså steg — til "Februardiplomet" af 26. februar 1861, der omdannede rigsrådet til en lovgivende forsamling med 2 kamre, Herrehuset med arvelige og af kejseren valgte livsvarige medlemmer, og et underhus ("Abgeordnetenhaus"), valgt af landdagene.
Grunden var nu lagt til en ny statsordning, men der var langt herfra til fuldførelsen. De ungarske lande protesterede og undlod helt at vælge medlemmer til rigsrådet, der således kun kom til at bestå af repræsentanter for de østrigske lande og indskrænkedes til at omfatte disses lovgivning. Partistriden i dette rigsråd blev imidlertid så hidsig mellem føderalismens og centraliseringens tilhængere, mellem klerikale og liberale, slaver og tyskere, Herrehus og Underhus, at kun yderst få praktiske resultater fremgik af den ny ordning — nævnes kan en frisindet presselov og en tålelig kommunallov. Udenrigspolitikken mislykkedes helt, regeringens holdning til den polske opstand bragte den Ruslands uvilje, afvisning af Napoleon 3.s forskellige råd til ordning af det umedgørlige Venetiens stilling fjernede den fra Frankrig, og forhåbningerne om, at Preussens upopulære politik skulle bane vej for Østrig som ledende magt i et samlet tysk rige slog fejl ved det fyrstemøde, som kejseren sammenkaldte i Frankfurt 1863. Følgen heraf var vel en tilnærmelse til Preussen, men kun en kortvarig, for efter, at Danmark ved krigen 1864 og freden i Wien var blevet tvunget til at afstå Slesvig, Holsten og Lauenburg til de to magter i Forening, blev disse uenige om byttet, og striden om førerskabet i Tyskland blussede da op igen.
Samtidig hermed havde opløsningen indad til gået sin gang. Efter krigen 1864 var rigsrådsoppositionen navnlig mod regeringens nye finansplaner blevet så voldsom, at kejseren og hoffet som modvægt herimod søgte udsoning med Ungarn. Kejserens rejse til Ungarn i den anledning førte til ministeriets fald, og det ny ministerium (Belcredi) satte midlertidig februar-forfatningen af 1861 ud af kraft, til forhandlingerne med Ungarn var afsluttede. Midt under disse indre vanskeligheder kom det i juni 1866 som følge af de nys omtalte forhold i Tyskland til en krig med Preussen og dets forbundsfælle Italien. Kampen mod Preussen var en række af nederlag, af hvilke slaget ved Sadova den 3. juli var det afgørende. Over italienerne sejredes der vel både til lands ved Custozza den 24. juni, 7-årsdagen for slaget ved Solferino, og til søs ved Lissa den 20. juli, men dermed ændredes ikke krigens udgang. Den 23. august sluttedes freden i Prag med Preussen og den 3. oktober i Wien med Italien. Østrig måtte både afstå Venetien (Veneto) til Italien og Holsten til Preussen og give afkald på sin ældgamle forbindelse med Tyskland. Det tyske forbund blev opløst. Dermed oprandt en ny tid for Østrig.